# جواهر نامه لنكران
جواهر نامه لنكران (الفارسية: جواهرنامه لنکران) هو أحد الأعمال التي تتناول الحياة الاقتصادية والجغرافية والتاريخية لخانية طالش، بالإضافة إلى احتلال روسيا للأراضي . كان العمل من تأليف سيد علي كاظم بك أوغلو. وهو يتألف من 43 صفحة فقط وقد كُتب في عام 1869 باللغة الفارسية.

## البناء
يتكون العمل من مقدمة وستة فصول وكلمة خاتمة. إن مقدمة العمل توضح الغرض من كتابته. في الفصل الأول من الكتاب يحاول المؤلف شرح كلمة لنكران، وفي الفصل الثاني أصل الكلمة. الفصل الثالث من كتاب "جواهر نامه لنكران" مخصص للحدود والموارد الطبيعية لخانية طالش. ويتناول الفصل الرابع مناخ خانية طالش. ويتناول الفصل الخامس حياة وشواهد قبور عدد من الأولياء الذين عاشوا في المنطقة. الفصل السادس من كتاب "جواهر نامه لنكران" يحكي عن التاريخ القصير لخانية طالش. وهنا، أولًا وقبل كل شيء، يتم تناول الفترة التي سبقت إنشاء الخانية ومسيرة آغا محمد شاه قاجار.

## المواضيع
يصف المؤلف خطط روسيا العدوانية على النحو التالي: بعد وفاة نادر، كانت محاولة آغا محمد شاه للاستيلاء على لنكران غير ناجحة. كان فتح علي شاه، الذي أراد إخضاع مير مصطفى خان بمختلف الوسائل، مقتنعًا بأنه لن يتمكن من تحقيق حلمه سلميًا، فسار إلى لنكران بجيش قوامه 30 ألف جندي. ودعا مير مصطفى خان المجلس إلى إنقاذ البلاد من هذا الوضع الصعب. وقرر المجلس، الذي قال إن استقلال البلاد مهم، فطلب المساعدة الروسية. وبموجب هذا القرار أرسل مير مصطفى خان مبعوثًا إلى روسيا عن طريق ابن عمه ميرزا محمد بك عبر أستراخان. الكلمة الأخيرة في العمل مخصصة للمعالم الأثرية والتاريخية في لنكران والمناطق المحيطة بها. يعتبر عمل المؤلف وصفًا فنيًا، وسجلًا. وعلى الرغم من الوصف المحدود للأحداث في العمل، إلا أنه ذو قيمة كبيرة من حيث دراسة تاريخ خانية طالش المسلمة. في التأريخ الأذربيجاني في الستينيات والثمانينيات من القرن العشرين، إلى جانب مشكلة الاحتلال الروسي لأذربيجان الشمالية ككل، أصبحت دراسة التطور التاريخي للخانات الفردية وتاريخ تبعيتها لروسيا واسعة الانتشار. تشكل تشكيلات الخانات، ووضعها الداخلي والخارجي، وعلاقات الخانات مع روسيا، وضمها للإمبراطورية وغيرها من القضايا الموضوعات الرئيسية لهذه الأعمال.